# Pawieł Siwakow
Pawieł Aleksiejewicz Siwakow, ros. Павел Алексеевич Сиваков, fr. Pavel Sivakov (ur. 11 lipca 1997 w San Donà di Piave) – rosyjski kolarz szosowy od marca 2022 reprezentujący Francję. Olimpijczyk (2020).
Jego rodzice – Aleksiej Siwakow oraz Aleksandra Kolasiewa również byli kolarzami. Siwakow urodził się we Włoszech, a po roku przeprowadził się z rodziną na stałe do Francji. Na arenie międzynarodowej reprezentował Rosję, jednak w marcu 2022, po inwazji tego kraju na Ukrainę, zdecydował się zmienić reprezentację, a Międzynarodowa Unia Kolarska w trybie przyspieszonym wydała mu francuską licencję.

## Osiągnięcia
Opracowano na podstawie:

2014
- 1. miejsce w Ronde des Vallées
  - 1. miejsce na 1. etapie
- 2. miejsce w Grand Prix Rüebliland

2015
- 1. miejsce w mistrzostwach Rosji juniorów (jazda indywidualna na czas)
- 1. miejsce w Oberösterreich Juniorenrundfahrt
  - 1. miejsce w klasyfikacji punktowej
  - 1. miejsce na 2. etapie
- 3. miejsce w Internationale Niedersachsen-Rundfahrt der Junioren
- 1. miejsce w Ronde van Vlaanderen juniorów

2016
- 2. miejsce w Liège-Bastogne-Liège U23
- 1. miejsce w prologu Tour de Berlin
- 1. miejsce na 1. etapie Giro Ciclistico della Valle d’Aosta Mont Blanc (jazda drużynowa na czas)
- 2. miejsce w Olympia’s Tour
  - 1. miejsce w klasyfikacji młodzieżowej

2017
- 1. miejsce w klasyfikacji górskiej Tour de Normandie
- 1. miejsce w Ronde de l’Isard
  - 1. miejsce w klasyfikacji młodzieżowej
  - 1. miejsce na 2. i 4. etapie
- 1. miejsce w Giro Ciclistico d’Italia
  - 1. miejsce w klasyfikacji młodzieżowej
- 1. miejsce w Giro Ciclistico della Valle d’Aosta Mont Blanc
  - 1. miejsce na 3. etapie
- 1. miejsce w klasyfikacji górskiej Tour de l’Avenir
  - 1. miejsce na 9. etapie
- 2. miejsce w Olympia’s Tour

2018
- 1. miejsce w klasyfikacji młodzieżowej Settimana Internazionale di Coppi e Bartali
  - 1. miejsce na etapie 1b (jazda drużynowa na czas)
- 2. miejsce w mistrzostwach Rosji (jazda indywidualna na czas)

2019
- 1. miejsce w klasyfikacji młodzieżowej Herald Sun Tour
- 1. miejsce w Tour of the Alps
  - 1. miejsce w klasyfikacji młodzieżowej
  - 1. miejsce na 2. etapie
- 1. miejsce w Tour de Pologne

2020
- 1. miejsce w klasyfikacji młodzieżowej Tour Down Under
- 2. miejsce w Cadel Evans Great Ocean Road Race
- 2. miejsce w La Route d’Occitanie

2022
- 2. miejsce w Clásica de San Sebastián
- 1. miejsce w Vuelta a Burgos
  - 1. miejsce w klasyfikacji górskiej

2023
- 2. miejsce w Grand Prix Cycliste de Montréal
- 1. miejsce w Giro della Toscana
- 2. miejsce w Coppa Sabatini
- 3. miejsce w Memorial Marco Pantani

2024
- 2. miejsce w Giro d’Abruzzo
  - 1. miejsce na 4. etapie

## Starty w Wielkich Tourach
| Grand Tour | 2018 | 2019 | 2020 | 2021 | 2022 | 2023 | 2024 |
| ---------- | ---- | ---- | ---- | ---- | ---- | ---- | ---- |
| Giro       | -    | 9.   | -    | DNF  | 16.  | DNF  | -    |
| Tour       | -    | -    | 87.  | -    | -    | -    | 32.  |
| Vuelta     | DNF  | -    | -    | 35.  | DNF  | -    | 9.   |

## Rankingi
| Rok             | 2016 | 2017 | 2018 | 2019 | 2020 | 2021 | 2022 | 2023 | 2024 |
| --------------- | ---- | ---- | ---- | ---- | ---- | ---- | ---- | ---- | ---- |
| UCI World Tour  | -    | -    | 215. |      |      |      |      |      |      |
| World Ranking   | 862. | 437. | 410. | 59.  | 88.  | 162. | 95.  | 57.  | 78.  |
| UCI Europe Tour | 554. | 271. | 424. | 47.  | 73.  | 139. | 80.  | 46.  | 60.  |
| UCI Asia Tour   | -    | -    | 485. |      |      |      |      |      |      |
|                 |      |      |      |      |      |      |      |      |      |
| Źródło: UCI     |      |      |      |      |      |      |      |      |      |